# Germaine Poinso-Chapuis
Pour les articles homonymes, voir Marie-Joséphine.
Germaine Poinso-Chapuis, née Germaine Chapuis, est une avocate et femme politique française, née le 6 mars 1901 à Marseille et morte le 18 février 1981 dans la même ville.
Résistante, elle exerce les fonctions de députée après la Seconde Guerre mondiale avant d'être nommée ministre de la Santé de 1947 à 1948, ce qui fait d'elle la première femme ministre de plein exercice dans l'histoire de la République française et la seule jusqu'à la nomination de Simone Veil en 1974. Elle concentrera son activité politique principalement dans le domaine juridico-social.

## Biographie

### Enfance et études
Germaine Marie Joséphine Chapuis naît à Marseille le 6 mars 1901 dans une famille de négociants catholiques ardéchois.
Elle obtient une licence de droit puis un doctorat de droit romain, et se forme comme avocate, devenant la première femme lauréate de la conférence du stage marseillaise. Elle devient avocate au barreau de Marseille en 1921. Elle est cofondatrice, en 1929, du club Soroptimist de Marseille, « dont le but est la valorisation professionnelle et intellectuelle, morale et sociale de la femme ».
Elle épouse l'avocat Henri Poinso en 1937 ; le couple a deux enfants. Elle adhère, par féminisme, au Parti démocrate populaire et devient membre de son comité directeur. Elle est aussi secrétaire d'une association défendant les enfants poursuivis en justice.

### Engagement dans la Résistance
Elle participe à la Résistance au sein du Mouvement de libération nationale (MLN). Elle est une proche de Gaston Defferre. Elle s’occupe de son cabinet d’avocat alors qu’il prend le maquis et gère une caisse de résistance du Parti socialiste. Elle est membre du comité départemental de Libération. Grâce à ce dernier, elle devient vice-présidente et déléguée de quatre commissions de la délégation municipale provisoire.
Cet engagement lui vaut la considération des Marseillais. Elle est ainsi conseillère municipale à Marseille, sans interruption, de 1945 à 1959. Elle dirige, de 1946 à 1979, l'Association régionale de sauvegarde de l'enfance et l'adolescence inadaptée marseillaise.

### Députée et ministre
Germaine Poinso-Chapuis est élue députée MRP de la première circonscription des Bouches-du-Rhône en 1945 (elle se présente le 21 octobre 1945) jusqu’à fin 1955, lors des première et seconde Assemblées nationales constituantes, et à l'Assemblée nationale lors des Ire et IIe législature. Elle est alors membre de la commission de la famille, de la population et de la santé publique et dépose plusieurs propositions de loi visant notamment à lutter contre l'alcoolisme et à développer la protection de l'enfance.
Elle compte parmi les premières femmes députées de l'histoire française.

#### Ministre de la Santé publique et de la Population
Elle est ministre de la Santé publique et de la Population dans le premier gouvernement de Robert Schuman du 24 novembre 1947 au 26 juillet 1948. C’est la première fois en France qu’une femme est ministre de plein exercice et l'une des rares fois où une femme est membre d'un gouvernement de la IVe République, à l'instar d'Andrée Viénot et de Jacqueline Thome-Patenôtre. Il faudra attendre Simone Veil en 1974 pour retrouver une femme ministre de plein exercice.
Par sa qualité de première femme à ce niveau de poste, elle est aussi l’une des premières dont l’image est autant scrutée par les journalistes et photographes ; ainsi, Elle commente son adoption du New Look en 1948 et plus généralement la silhouette de ses tailleurs.
Elle fait alors face à la question de la reconstruction du pays dans le domaine social ainsi qu'aux problématiques des épidémies et du ravitaillement : son expérience dans ce dernier domaine alors qu'elle était à Marseille entre en compte dans sa nomination au ministère. Elle ambitionne alors la création d'un grand ministère de la Santé mais se heurte aux caisses vides de l'État, au trop grand nombre de délégations rattachées à d'autres ministères et au manque de soutien politique.
En qualité de ministre, elle dépose dix projets de lois et fait voter celles sur la santé publique et la protection de l'enfance. Elle s'attaque aux ravages de l'alcoolisme, à la vaccination obligatoire du personnel hospitalier, à la construction de nouveaux hôpitaux et à la défense des personnes handicapées, de l'adolescence et de l'enfance.
Le décret Poinso-Chapuis du 22 mai 1948 subventionne des associations pour l'éducation des familles n'ayant pas les moyens d'assurer financièrement cette obligation et en particulier les associations tenant des écoles confessionnelles pour mineurs du Nord et du Pas-de-Calais. Les mines mais aussi les écoles afférentes de ces départements ont été nationalisées à la Libération. Les socialistes membres du gouvernement critiquent ce décret, au nom de la laïcité, ce qui vaut à Germaine Poinso-Chapuis d'être remplacée par Pierre Schneiter le 26 juillet 1948,,,,.

#### Poursuite de la députation
Elle reprend son activité parlementaire et s'illustre tant par le nombre de textes qu'elle dépose (28) que par ses deux élections au poste de vice-présidente de l'Assemblée nationale (les 11 janvier 1949 et 10 janvier 1950). Elle est réélue deux fois et est membre des Commission des Affaires économiques et à la Commission de la famille, de la population et de la santé publique (elle est, de 1953 à 1955, secrétaire de la première). Les soixante-quatorze propositions de lois et les rapports parlementaires qu'elle fait durant son mandat concernent alors surtout les domaines de la santé, du social et des droits qui vont avec. Elle vote la confiance au second gouvernement Faure mais est l'une des seuls députés de son groupe à s'abstenir lors du vote suivant.
Germaine Poinso-Chapuis n'est pas réélue aux élections législatives de 1956. Elle fait les frais de la baisse de popularité du MRP et de la montée de la SFIO et des poujadistes. Elle continue alors d'œuvrer dans le domaine juridico-social et garde jusqu'en 1959 son poste de conseillère municipale de Marseille. Elle est membre de l'Organisation des femmes des professions libérales et commerciales, de l'Organisation des femmes juristes et du Haut Comité d'information sur l'alcoolisme. En 1973, elle devient présidente du Centre technique national de l'enfance inadaptée.
Elle meurt le 18 février 1981 à Marseille.

## Postérité
L’Association « Les Femmes et la ville » organise un colloque « Germaine Poinso-Chapuis, témoin de son temps » (20-22 novembre 1997), dont les actes sont édités en 1998,.
Plusieurs lieux et institutions sont nommés en son honneur :
- le lycée professionnel Germaine Poinso-Chapuis, dans le 8e arrondissement de Marseille[2] ;
- l'espace Germaine Poinso-Chapuis, à Le Plessis-Trévise ;
- la résidence Germaine Poinso-Chapuis, à Belcodène ;
- la rue Germaine Poinso-Chapuis, à Poitiers ;
- l'amphithéâtre Poinso-Chapuis à l'université Aix-Marseille III ;
- la salle G. Poinso-Chapuis (3), du palais de justice de Marseille ;
- la rue Germaine-Poinso-Chapuis, dans le 18e arrondissement de Paris[21] ;
- la 60e promotion des élèves directeurs d'hôpital de l'EHESP a pris le nom de promotion Germaine Poinso-Chapuis.

## Décorations
- Officière de la Légion d'honneur[22]
- Médaille de la Résistance française par décret du 31 mars 1947[10]
- Croix du combattant volontaire de la Résistance
- Commandeur de l'ordre de la Santé publique
- Médaille d'honneur de l’éducation surveillée